# Wolfram Böhme

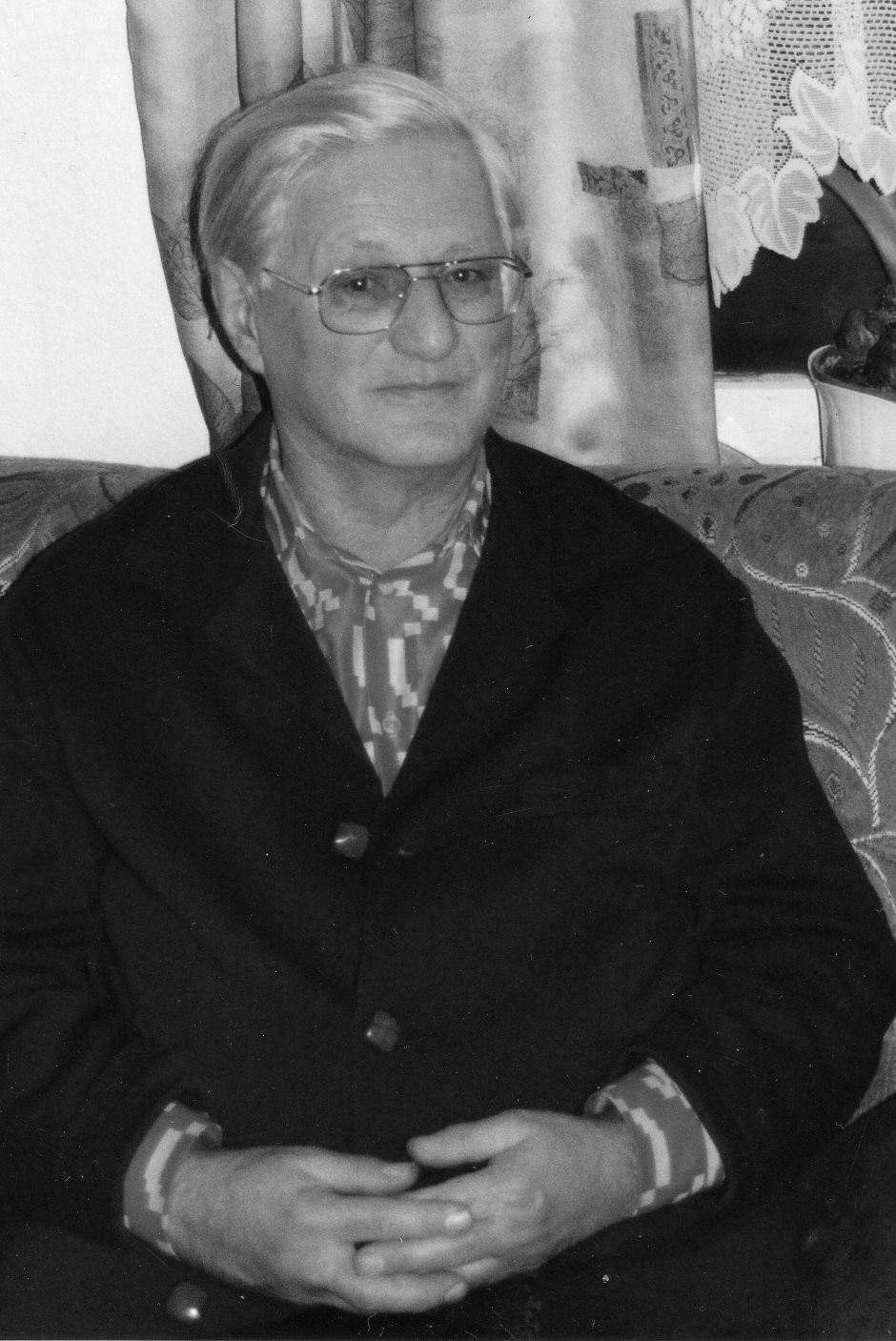
Wolfram Böhme, Lyriker, erzgebirgischer Mundartschriftsteller und Theologe (2003)

Wolfram Böhme (* 29. April 1937 in Zöblitz; † 30. Dezember 2011 in Pockau) war ein deutscher Lyriker und erzgebirgischer Mundartdichter.

## Leben
Der Sohn des musikalisch und zeichnerisch hochbegabten Zöblitzer Lehrers Walter Böhme war von 1948 bis 1956 Mitglied im Dresdner Kreuzchor unter Rudolf Mauersberger und begann bereits in dieser Zeit mit dem Schreiben von Gedichten und Verkündigungsspielen. Von 1956 bis 1961 studierte er an der Universität Leipzig Theologie. Mit Untersuchungen zum Religiösen in der sozialistischen Literatur promovierte er zum Dr. theol. (bei Friedrich Haufe) und Dr. phil. und wirkte anschließend an der Leipziger theologischen Fakultät als Assistent im Bereich der Praktischen Theologie unter den Professoren Alfred Dedo Müller, Heinz Wagner, Gottfried Kretzschmar und Manfred Haustein. U.a. war er dort für die predigtkundliche, katechetische und sprecherzieherische Ausbildung zuständig. Seit seiner Emeritierung 1992 war er als freier Schriftsteller tätig und lebte abwechselnd in Leipzig und in seiner Heimatstadt Zöblitz. Seine letzten Lebensjahre verbrachte er in Forchheim bei Pockau, wo er am 30. Dezember 2011 nach schwerer Krankheit starb. Auf dem Friedhof in Zöblitz wurde er am 7. Januar 2012 beerdigt.

## Werk
Wolfram Böhme entwickelte sein umfangreiches Werk vom Verkündigungsspiel her, wo bei ihm das mittelalterliche Mysterienspiel Vorbild ist. In über 50 Jahren seines Wirkens sind über 60 Spiele, vor allem zu biblischen Themen, entstanden, unter anderem Hiob, das er bereits als 15-Jähriger schrieb und uraufführte, das Kreuzspiel, Abraham, Der junge Mose (uraufgeführt 1990), Saul und David (UA 9. Oktober 1989), Sieben Werke der Barmherzigkeit (UA 1988), sowie zehn sehr unterschiedlich gestaltete Krippenspiele für den Gebrauch zu Christvespern.
Aus dem Spiel heraus entwickelte sich seine geistliche und später auch naturbetrachtende Lyrik, die über die Veröffentlichung in seinen ersten drei Gedichtbänden auch Einzug in die Herrnhuter Losungen (sogenannter Dritttext) fand. Die Kirchenmusiker Manfred Schlenker und Günther Marks vertonten mehrfach Texte von Wolfram Böhme. Im Sächsischen Gesangbuch Singt von Hoffnung (2008) findet sich Wolfram Böhmes Lied Israel und Christenheit.
Seit 2002 trat Wolfram Böhme auch als Mundartdichter hervor, der es in seinen Gedichten immer wieder verstand, wunderbare Miniaturen erzgebirgischen Lebens zu zeichnen – manchmal sehr besinnlich, dann auch wieder recht frivol. Dabei gelang es ihm, sowohl in den geistlichen als auch in den weltlichen Gedichten, das Empfinden vieler Menschen wiederzugeben und in Worte zu fassen.
Bei seinen Mundartgedichten versuchte er besonders die zwischen dem Ost- und Westerzgebirgischen stehende Zöblitzer Mundart zu bewahren.

## Schriften
- Lebenskreise um die eine Mitte. Evangelische Verlagsanstalt, Berlin 1971.
- In Gottes Spur. Ekelmann, Berlin 1976.
- Weg und Ziel. Ekelmann, Berlin 1983.
- Verbunden mit der Stadt. Knäbchen. Zöblitz 1990.
- Steiger, Engel, Räuchermann. Thomas, Leipzig 1995.
- Musik in Leipzig. Sachsenbuch, Leipzig 2000.
- Wolkn, Wiesn, Barg und Baam –Heitere und besinnliche Gedichte. Altis, Berlin 2000.
- Mir könne net anersch. Sachsenbuch, Leipzig 2002.
- Dresden – meine Liebe – Gedichte. Ein ehemaliger Kruzianer gedenkt der Stadt seiner Jugend. Altis, Berlin 2003.
- Der Kreis des Jahres – Gedichte zu den vier Jahreszeiten. Altis, Berlin 2004.
- Harte Köpp un häße Harzn – Lustige und nachdenkliche Verse in erzgebirgischer Mundart. Altis, Berlin 2005.
- Jung sein heißt Tanzen. Fischer, Aachen 2005.
- In Kostüm und Maske. Fischer, Aachen 2006.
- Bei uns läft alles rund – Gereimtes vu drham un anerschwu. Altis, Berlin 2006.
- Ä Fünkl Glück – Erlabtes un Erfahrnes in arzgebergschn Verschln. Altis, Berlin 2007.
- Spaziergang in Dresden – Gedichte über die Stadt und ihre Sehenswürdigkeiten. Altis, Berlin 2008.
- O Musica, du edle Kunst. Fischer, Aachen 2009.
- Weihnachten drham im Arzgebirg. Altis, Berlin 2009.